# Non-implication réciproque
En logique, la non-implication réciproque est un connecteur logique qui est la négation de la réciproque de l'implication.

## Définition
{\displaystyle _{p\not \subset q}\!}, qui est la même que {\displaystyle _{\sim (p\subset q)}\!}

### Table de vérité
La table de vérité de {\displaystyle _{p\not \subset q}\!}.
| p | q | {\displaystyle _{\not \subset }\!} |
| - | - | ---------------------------------- |
| V | V | F                                  |
| V | F | F                                  |
| F | V | V                                  |
| F | F | F                                  |

### Diagramme de Venn
Le diagramme de Venn de « Il n'est pas vrai que B implique A » (la zone rouge est vraie).
Toujours en rapport avec le complémentaire, où le complémentaire de A dans B est notée B ∖ A.

## Propriétés
Préservation du faux: L'interprétation sous laquelle toutes les variables sont affectées de la valeur de vérité «faux» produit une valeur de vérité de «faux» à la suite de l'application de la non-implication réciproque.

## Symbole
Les alternatives de  {\displaystyle _{p\not \subset q}\!} sont
- {\displaystyle _{p{\tilde {\leftarrow }}q}\!}: {\displaystyle _{\tilde {\leftarrow }}\!} combine la flèche gauche de l'implication réciproque ({\displaystyle _{\leftarrow }\!}) avec le tilde de la négation ({\displaystyle _{\sim }\!}).
- {\displaystyle _{Mpq}\!}: utilise la lettre majuscule M préfixé.
- {\displaystyle _{p\nleftarrow q}\!}: {\displaystyle _{\nleftarrow }\!} combine la flèche gauche de l'implication réciproque ({\displaystyle _{\leftarrow }\!}) nié au moyen d'une barre ({\displaystyle _{/}\!}).

## Langage naturel

### Rhétorique
« non A mais B »

## Algèbre de Boole
La non-implication réciproque dans une algèbre booléenne générale est définie comme {\displaystyle _{q\nleftarrow p=q'p}\!}.
Exemple d'une algèbre booléenne à 2 éléments: les 2 éléments {0,1}, les opérateurs {\displaystyle _{\sim }\!} comme opérateur complémentaire, {\displaystyle _{_{\vee }}\!} comme opérateur de jointure et {\displaystyle _{_{\wedge }}\!} en tant qu'opérateur de rencontre, construisent l'algèbre de Boole de la logique propositionnelle.
| {\displaystyle _{\sim x}\!} | {\displaystyle _{1}\!} | {\displaystyle _{0}\!} |
| {\displaystyle _{x}\!}      | {\displaystyle _{0}\!} | {\displaystyle _{1}\!} |

| {\displaystyle _{y}\!}          |                        |                        |                        |
| {\displaystyle _{1}\!}          | {\displaystyle _{1}\!} | {\displaystyle _{1}\!} |                        |
| {\displaystyle _{0}\!}          | {\displaystyle _{0}\!} | {\displaystyle _{1}\!} |                        |
| {\displaystyle _{y_{\vee }x}\!} | {\displaystyle _{0}\!} | {\displaystyle _{1}\!} | {\displaystyle _{x}\!} |

| {\displaystyle _{y}\!}            |                        |                        |                        |
| {\displaystyle _{1}\!}            | {\displaystyle _{0}\!} | {\displaystyle _{1}\!} |                        |
| {\displaystyle _{0}\!}            | {\displaystyle _{0}\!} | {\displaystyle _{0}\!} |                        |
| {\displaystyle _{y_{\wedge }x}\!} | {\displaystyle _{0}\!} | {\displaystyle _{1}\!} | {\displaystyle _{x}\!} |

| {\displaystyle _{y}\!}              |                        |                        |                        |
| {\displaystyle _{1}\!}              | {\displaystyle _{0}\!} | {\displaystyle _{0}\!} |                        |
| {\displaystyle _{0}\!}              | {\displaystyle _{0}\!} | {\displaystyle _{1}\!} |                        |
| {\displaystyle _{y\nleftarrow x}\!} | {\displaystyle _{0}\!} | {\displaystyle _{1}\!} | {\displaystyle _{x}\!} |

Exemple d'une algèbre booléenne à 4 éléments: les 4 diviseurs {1,2,3,6} de 6 avec 1 nul et 6 en tant qu'élément d'unité, les opérateurs {\displaystyle _{^{c}}\!} (co-diviseur de 6) comme opérateur complémentaire, {\displaystyle _{_{\vee }}\!} {\displaystyle _{_{\wedge }}\!} (plus grand diviseur commun) construisent une algèbre de Boole.
| {\displaystyle _{x^{c}}\!} | {\displaystyle _{6}\!} | {\displaystyle _{3}\!} | {\displaystyle _{2}\!} | {\displaystyle _{1}\!} |
| {\displaystyle _{x}\!}     | {\displaystyle _{1}\!} | {\displaystyle _{2}\!} | {\displaystyle _{3}\!} | {\displaystyle _{6}\!} |

| {\displaystyle _{y}\!}          |                        |                        |                        |                        |                        |
| {\displaystyle _{6}\!}          | {\displaystyle _{6}\!} | {\displaystyle _{6}\!} | {\displaystyle _{6}\!} | {\displaystyle _{6}\!} |                        |
| {\displaystyle _{3}\!}          | {\displaystyle _{3}\!} | {\displaystyle _{6}\!} | {\displaystyle _{3}\!} | {\displaystyle _{6}\!} |                        |
| {\displaystyle _{2}\!}          | {\displaystyle _{2}\!} | {\displaystyle _{2}\!} | {\displaystyle _{6}\!} | {\displaystyle _{6}\!} |                        |
| {\displaystyle _{1}\!}          | {\displaystyle _{1}\!} | {\displaystyle _{2}\!} | {\displaystyle _{3}\!} | {\displaystyle _{6}\!} |                        |
| {\displaystyle _{y_{\vee }x}\!} | {\displaystyle _{1}\!} | {\displaystyle _{2}\!} | {\displaystyle _{3}\!} | {\displaystyle _{6}\!} | {\displaystyle _{x}\!} |

| {\displaystyle _{y}\!}            |                        |                        |                        |                        |                        |
| {\displaystyle _{6}\!}            | {\displaystyle _{1}\!} | {\displaystyle _{2}\!} | {\displaystyle _{3}\!} | {\displaystyle _{6}\!} |                        |
| {\displaystyle _{3}\!}            | {\displaystyle _{1}\!} | {\displaystyle _{1}\!} | {\displaystyle _{3}\!} | {\displaystyle _{3}\!} |                        |
| {\displaystyle _{2}\!}            | {\displaystyle _{1}\!} | {\displaystyle _{2}\!} | {\displaystyle _{1}\!} | {\displaystyle _{2}\!} |                        |
| {\displaystyle _{1}\!}            | {\displaystyle _{1}\!} | {\displaystyle _{1}\!} | {\displaystyle _{1}\!} | {\displaystyle _{1}\!} |                        |
| {\displaystyle _{y_{\wedge }x}\!} | {\displaystyle _{1}\!} | {\displaystyle _{2}\!} | {\displaystyle _{3}\!} | {\displaystyle _{6}\!} | {\displaystyle _{x}\!} |

| {\displaystyle _{y}\!}              |                        |                        |                        |                        |                        |
| {\displaystyle _{6}\!}              | {\displaystyle _{1}\!} | {\displaystyle _{1}\!} | {\displaystyle _{1}\!} | {\displaystyle _{1}\!} |                        |
| {\displaystyle _{3}\!}              | {\displaystyle _{1}\!} | {\displaystyle _{2}\!} | {\displaystyle _{1}\!} | {\displaystyle _{2}\!} |                        |
| {\displaystyle _{2}\!}              | {\displaystyle _{1}\!} | {\displaystyle _{1}\!} | {\displaystyle _{3}\!} | {\displaystyle _{3}\!} |                        |
| {\displaystyle _{1}\!}              | {\displaystyle _{1}\!} | {\displaystyle _{2}\!} | {\displaystyle _{3}\!} | {\displaystyle _{6}\!} |                        |
| {\displaystyle _{y\nleftarrow x}\!} | {\displaystyle _{1}\!} | {\displaystyle _{2}\!} | {\displaystyle _{3}\!} | {\displaystyle _{6}\!} | {\displaystyle _{x}\!} |

## Informatique
Un exemple pour de non-implication réciproque en informatique peut être trouvé lors d'une jointure externe droite sur un ensemble de tables d'une base de données, si les enregistrements ne correspondant pas au-condition de jointure de la table « gauche » sont exclus.